# HAT-P-40
HAT-P-40は、とかげ座の恒星で11等星。太陽系外惑星が発見されている。

## 概要
黄白色の主系列星で、太陽に比べて半径は約2.4倍、質量は約1.5倍大きい。ガイア計画で観測された年周視差によると地球から約1,540光年の位置にある。
2012年、HATネット（Hungarian Automated Telescope Network, ハンガリー自動望遠鏡ネットワーク）が2004年から2011年にかけて行ったトランジット法による探査で、木星とほぼ同じ質量を持つ太陽系外惑星HAT-P-40bが発見された。この惑星は、木星の6割ほどの質量ながら約1.7倍の半径を持ち、主星から0.06天文単位 (au) の軌道を約4.5日の周期で公転している。
| 名称 （恒星に近い順） | 質量             | 軌道長半径 （天文単位） | 公転周期 (日)       | 軌道離心率 | 軌道傾斜角  | 半径             |
| --------------------- | ---------------- | ----------------------- | ------------------- | ---------- | ----------- | ---------------- |
| b (Vytis)             | 0.615 ± 0.038 MJ | 0.0608+0.0006 −0.0015   | 4.457243 ± 0.000001 | —          | 88.3 ± 0.9° | 1.730 ± 0.062 RJ |

## 名称
2019年、世界中の全ての国または地域に1つの系外惑星系を命名する機会を提供する「IAU100 Name ExoWorldsプロジェクト」において、HAT-P-40 と HAT-P-40b はリトアニア共和国に割り当てられる系外惑星系となった。このプロジェクトは、「国際天文学連合100周年事業」の一環として計画されたイベントの1つで、リトアニア国内での選考、国際天文学連合 (IAU) への提案を経て太陽系外惑星とその主星に固有名が承認されるものであった。2019年12月17日、IAUから最終結果が公表され、HAT-P-40はTaika、HAT-P-40 bはVytisと命名された。Taika は、リトアニア語で「平和」を意味する言葉に、Vytis はリトアニアの国章のシンボルに、それぞれちなんで名付けられた。